# Оружейный глушитель

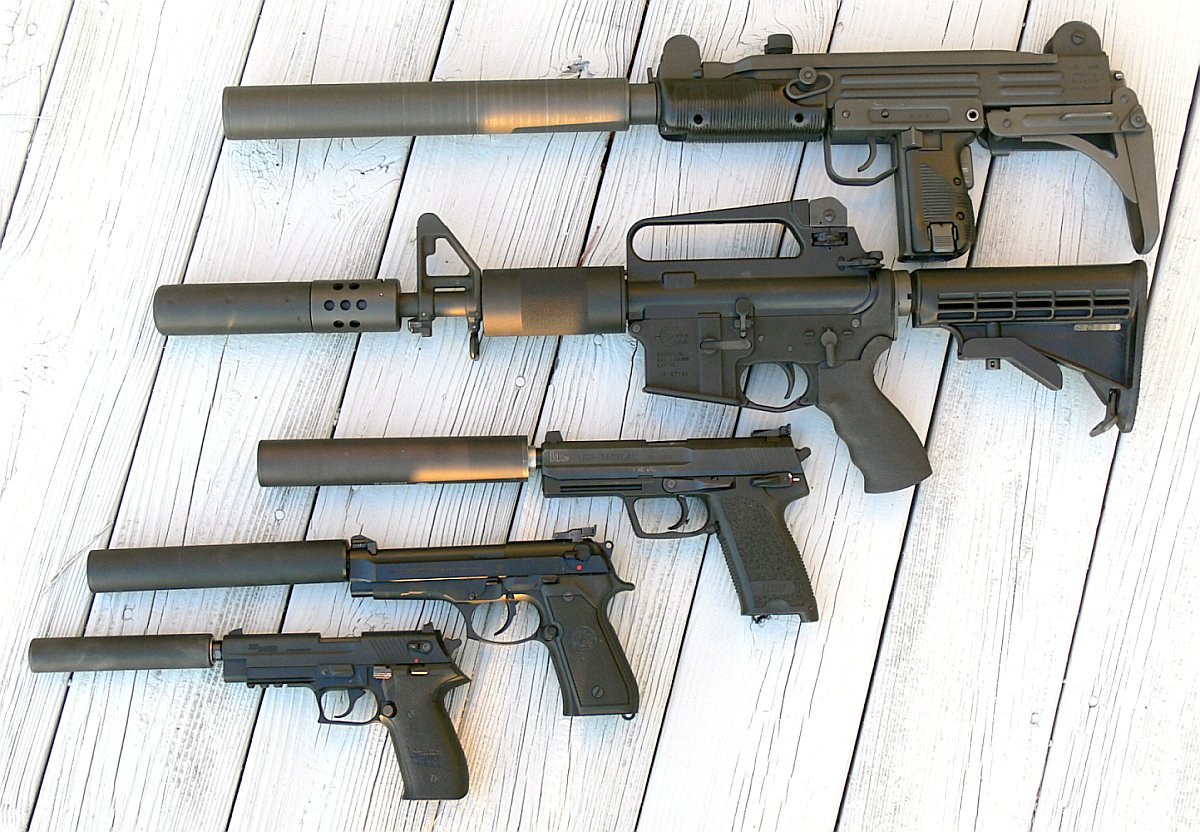
Глушители на различных видах стрелкового оружия (сверху вниз): UZI, Colt M4, USP, Beretta M9, SIG Sauer Mosquito.

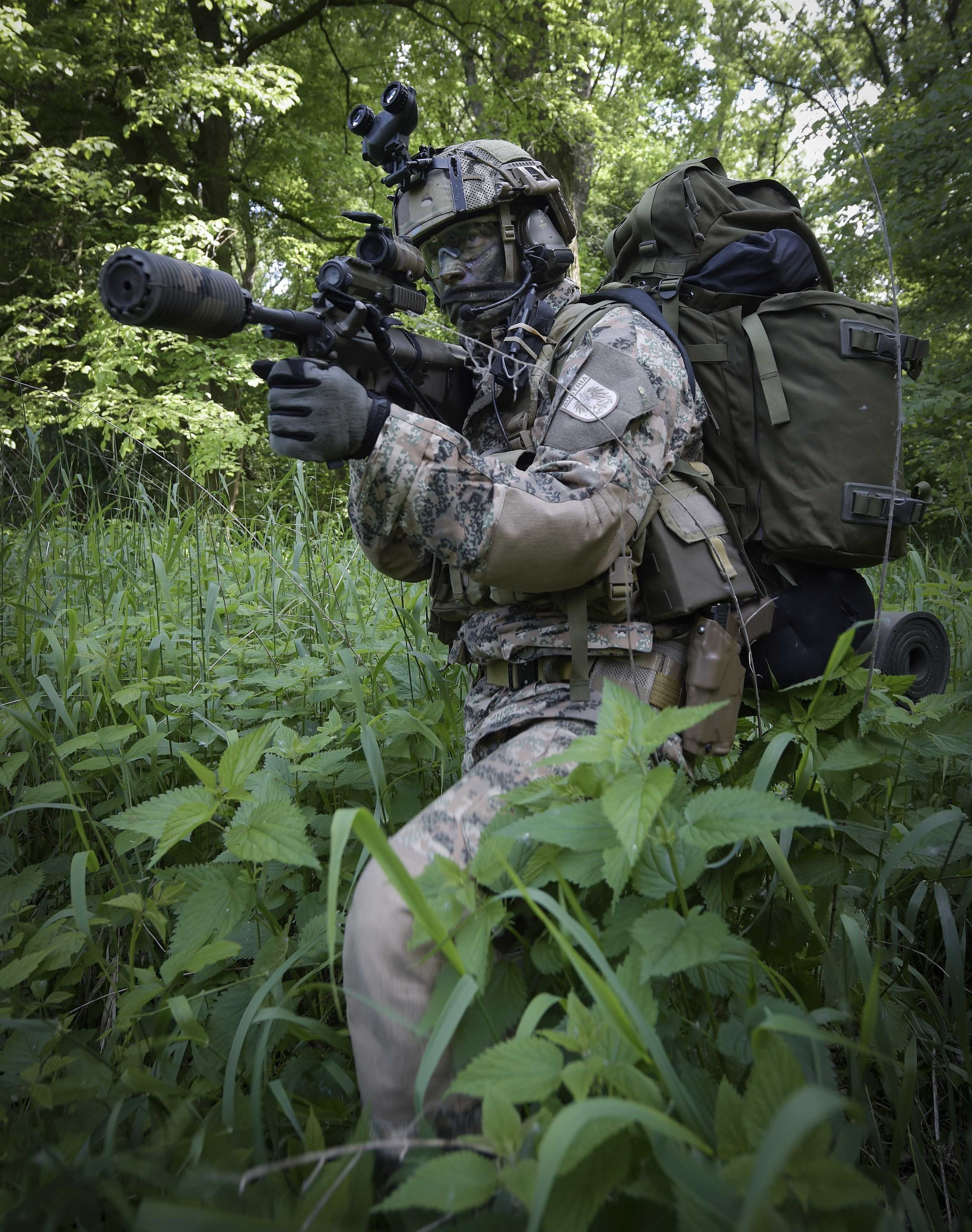
боец спецназа с винтовкой с глушителем

Прибор бесшумной (и) беспламенной стрельбы (ПББС; иногда прибор бесшумной стрельбы или прибор беспламенной стрельбы, ПБС; разг. «глушитель») — дульное механическое устройство стрелкового оружия, ослабляющее звук выстрела и скрывающее пламя пороховых газов, тем самым предотвращая демаскировку стрелка или привлечение к нему внимания. Крепится к стволу оружия или является интегрированной частью конструкции оружия.

## История

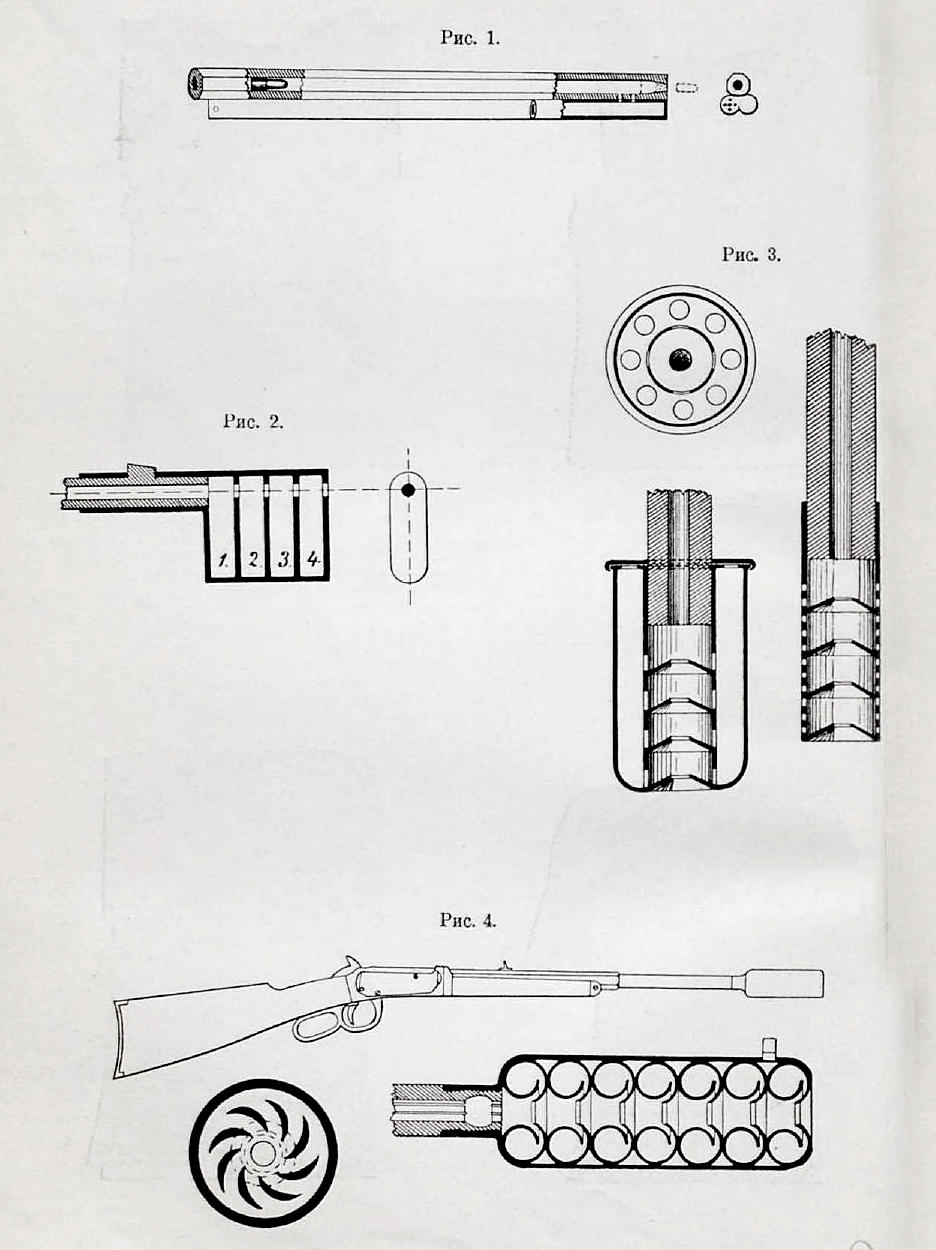
Рисунок из статьи «Беззвучные ружья»
(«Военная энциклопедия Сытина»; 1911 год)

Первые ПБС появились ещё до Первой мировой войны. Патенты на глушитель были зарегистрированы 20 марта 1894 года швейцарцем Эппли (C.A. Aeppli) и 10 февраля 1899 года датскими оружейниками Бёрренсеном и Сигбьёрсеном. Первые работающие глушители стал производить и продавать Хайрам Перси Максим в 1902 году[уточнить].
Однако примерно до середины XX века глушители не были широко распространены. Во-первых, этому мешала тактика, не допускающая скрытного боя, во-вторых, особенности оружия, большая часть которого была большого калибра и, соответственно, звук выстрела глушился слабо. Хотя оружие с глушителями всё же было:
- в 1929 году в СССР был принят на вооружение глушитель БраМит, ставившийся на револьверы системы Нагана и винтовки Мосина.
- в начале 1940-х гг. в Великобритании были разработаны и приняты на вооружение оснащённые интегрированными глушителями образцы стрелкового оружия: пистолет «Welrod», магазинный карабин De Lisle, пистолет-пулемёты STEN Mk.IIS и STEN Mk.VIS.
- в 1942 году в США был принят на вооружение бесшумный пистолет «High Standard HDM», а в 1944 году — пистолет-пулемёт U.S. 9 mm S.M.G. с интегрированным глушителем

Современной тенденцией является одновременная разработка патрона, оружия и глушителя. Только комплексный подход позволяет добиться значительного успеха. Один из распространенных подходов к комплексному решению проблемы создания бесшумного оружия предполагает, что только патрон с дозвуковой скоростью пули позволяет радикально уменьшить звук выстрела, так как при выстреле со сверхзвуковой скоростью полёта пули даже при идеальном глушении звука выстрела остаётся звук, образуемый ударной волной.
Глушители производят и применяют в основном для лёгкого стрелкового огнестрельного оружия (пистолеты, винтовки, автоматы, пулемёты).
Но существуют также специфические глушители и для артиллерийских орудий, применяемые в основном в рамках военных учений и экспериментов.
Глушители широко используют охотники и спортсмены-любители.
Существуют также так называемые «тактические» глушители, называемые ПМС (прибор малошумной стрельбы). ПМС рассчитан на стрельбу патронами, имеющими как дозвуковую, так и сверхзвуковую начальную скорость пули, тогда как ПБС предназначен для стрельбы только «дозвуковыми» патронами с дозвуковой начальной скоростью пули.

## Конструкция

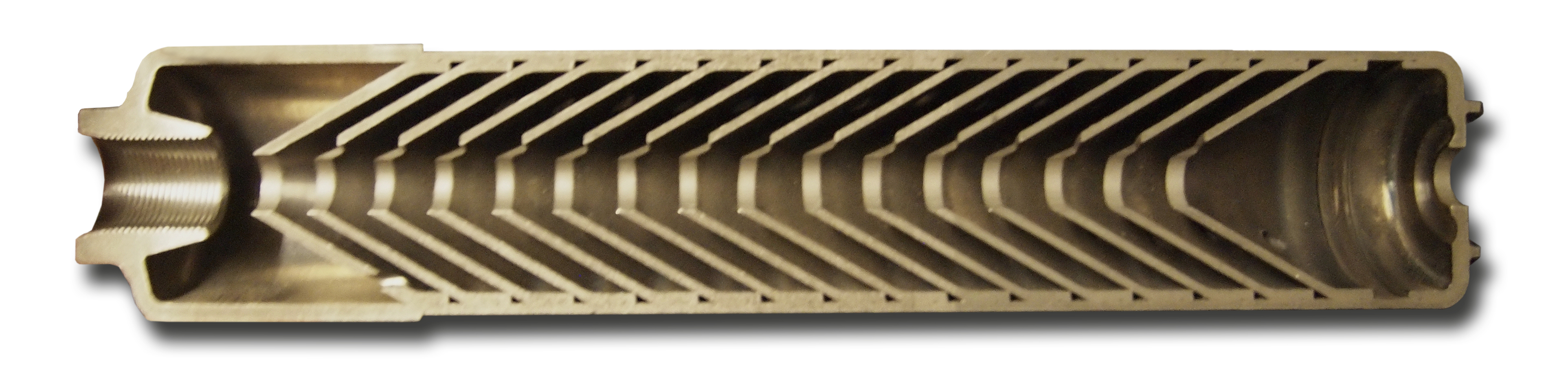
устройство глушителя (глушитель в разрезе)

Глушитель обычно представляет собой пустотелый цилиндр из металла (обычно стали, алюминия или меди) или пластика, содержащий внутри себя камеры для отвода отработавших пороховых газов. Как правило, глушитель прикручивается к концу ствола по специально сделанной для этого резьбе.

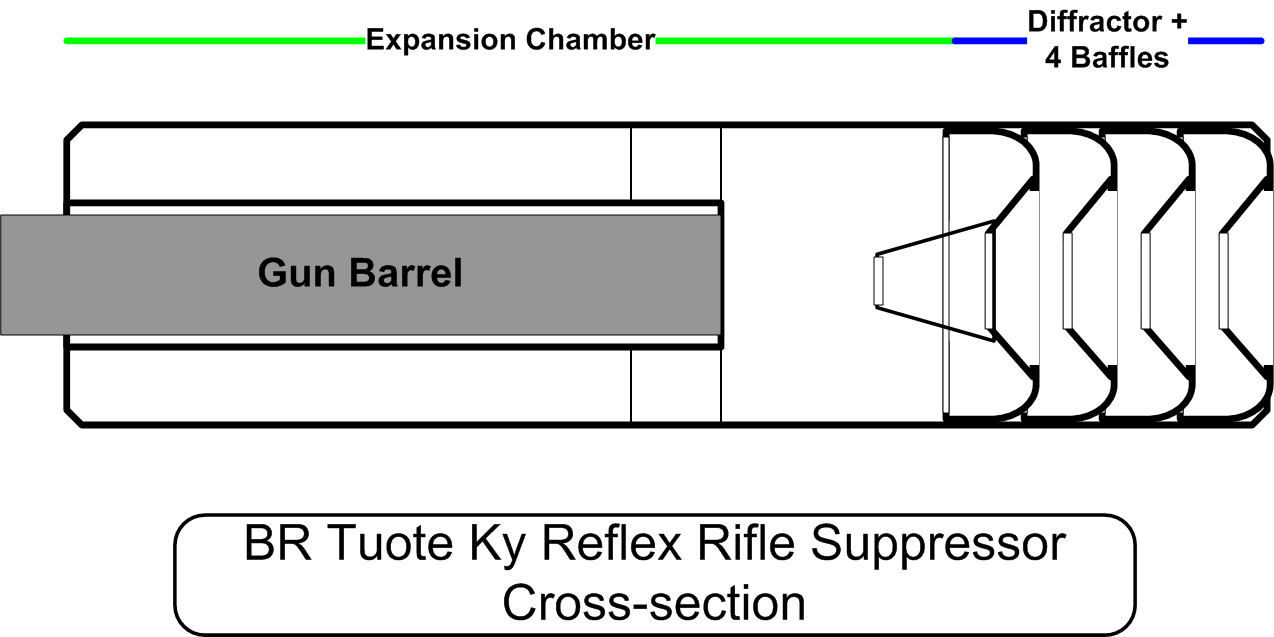
Устройство глушителя

Также существует интегрированный глушитель, содержащий камеры для газов вокруг перфорированного участка ствола. Такой глушитель является составной частью оружия, без которого его боевое применение невозможно, например, винтовка снайперская специальная или же автомат специальный «Вал».
Оба типа глушителей снижают шум, порождаемый ударной волной воспламенившегося заряда, выталкивающего силой пулю из канала ствола. Газы при этом попадают в ряд камер, где теряют свою скорость, при этом расширяясь и охлаждаясь. Значительно потеряв скорость, газы затем выходят из глушителя.
По внутреннему устройству глушители делятся на однокамерные и многокамерные, с предварительной мембраной (задерживающей прорывающиеся вперед пули газы), с завихрителями потока и теплопоглощающими элементами.

## Глушитель для артиллерийского орудия

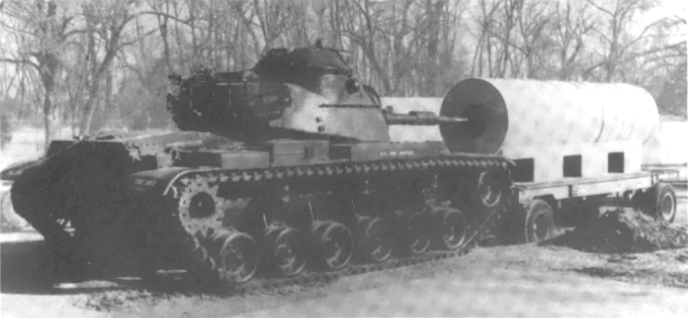
Танк M60 с глушителем на стволе 105-мм танковой пушки

Глушитель для САУ M109 армии ФРГ

Рок-Айлендским арсеналом в 1969 году для собственных нужд был изготовлен экспериментальный глушитель для танковой пушки. Глушитель предназначался для испытаний крупнокалиберного ствольного танкового вооружения на стрельбище арсенала, где действовали ограничения по уровню шума испытуемых образцов вооружения. Глушитель длиной 40 футов (12,19 метра) и диаметром 5 футов (1,524 метра) имел стальной корпус, внутри которого в качестве шумопоглощающих буферов были закреплены полиэтиленовые мешки, наполненные водой.
В ФРГ в г. Меппен на полигоне Технического центра оружия и боеприпасов Бундесвера (Wehrtechnische Dienststelle für Waffen und Munition 91) используется специальный глушитель для орудия САУ M109. Он был сделан для того, чтобы защитить окружающие населённые пункты от грохота при испытаниях боевой техники.

## Административное регулирование

Глушители не регулируются законодательством
Владельцы огнестрельного оружия имеют законное право владеть глушителями (для таких целей, как охота, спорт, самооборона или без объяснения причин).)
Владение глушителями разрешено только при наличии специального разрешения.
Глушителями запрещено владеть
Отсутствует информация

По кодексу КоАП РФ установка на гражданском или служебном оружии приспособления для бесшумной стрельбы является административным правонарушением, посягающим на общественный порядок и общественную безопасность.

## Морская пехота США
В 2020 году корпус морской пехоты США начал использовать глушители в своих боевых частях, ссылаясь на улучшение связи на уровне отделения и взвода из-за снижения звука. Морская пехота США закупила 7000 глушителей в 2020 году и планирует закупить 30 000 глушителей до конца 2023 года.